# Le Bal des sirènes
Pour plus de détails, voir Fiche technique et Distribution.
Le Bal des sirènes (Bathing Beauty) est un film musical américain en Technicolor réalisé par George Sidney, sorti en 1944.

## Synopsis
Un musicien est amoureux d'une nageuse et réciproquement. Seulement, l'impresario de l'artiste décide de séparer le couple. Il invente un stratagème qui a pour but de brouiller à jamais les fiancés. Le soupirant ne désarme pas, suit sa bien-aimée jusque dans le collège de jeunes filles où elle enseigne, s'y inscrit. 

## Fiche technique
- Titre : Le Bal des sirènes
- Titre original : Bathing Beauty
- Réalisation : George Sidney
- Production : Jack Cummings
- Société de production : MGM
- Scénario et adaptation : Dorothy Kingsley, Allen Boretz, Frank Waldman et Joseph Schrank d'après une histoire de Kenneth Earl, M.M. Musselman et Curtis Kenyon
- Consultant gags : Buster Keaton (non crédité)
- Directeur musical : Johnny Green
- Chorégraphie : Robert Alton et Jack Donohue
- Ballet aquatique : John Murray Anderson
- Directeur de la photographie : Harry Stradling Sr., assisté de Sam Leavitt (cadreur, non crédité)
- Montage : Blanche Sewell
- Direction artistique : Cedric Gibbons, Stephen Goosson et Merrill Pye
- Costumes : Irene et Irene Sharaff
- Pays d'origine : États-Unis
- Format : couleur (Technicolor) - 35mm - 1.37:1- Son : Mono (Western Electric Sound System) -
- Genre : film musical
- Langue : anglais
- Durée : 101 minutes
- Dates de sortie : 
  - États-Unis : 27 juin 1944 (première à New York)
  - États-Unis : juillet 1944 (sortie nationale)
  - France : 27 décembre 1946 (Paris)

## Distribution
- Red Skelton (VF : Maurice Nasil) : Steve Elliot
- Esther Williams (VF : Renée Simonot) : Caroline Brooks
- Basil Rathbone (VF : Jacques Mancier) : George Adams
- Bill Goodwin (VF : Paul Lalloz) : Pr Willis Evans
- Jean Porter : Jean Allenwood
- Nana Bryant : Dean Clinton, la directrice du collège
- Carlos Ramírez (VF : Jean Daurand) : lui-même
- Ethel Smith : elle-même (la professeur de musique)
- Lina Romay : elle-même
- Helen Forrest : elle-même
- Donald Meek : Chester Klazenfrantz
- Jacqueline Dalya : Maria Dorango
- Francis Pierlot (VF : Georges Chamarat) : Pr Hendricks
- Ann Codee : Mme Zarka
- Margaret Dumont : Mme Allenwood
- Bunny Waters : Bunny
- Janis Paige : Janis
- Xavier Cugat et son orchestre : eux-mêmes
- Harry James et son orchestre : eux-mêmes

Et, parmi les acteurs non crédités :
- Dorothy Adams : Mlle Hanney, secrétaire
- Elspeth Dudgeon : Mlle Travers
- Harry Hayden : Jonathan
- Russell Hicks : M. Allenwood
- Almira Sessions : Mme Phillips

## Autour du film
Malgré les nombreux scénaristes groupés pour écrire l'histoire, l'intérêt du film ne réside pas dans l'intrigue mais plutôt dans la vision de la championne de natation Esther Williams : sa plastique, ses plongeons et ses gracieuses évolutions en piscine. Mais c'est avant tout un film musical avec de grandes pointures : Ethel Smith à l'orgue Hammond et les fabuleux orchestres de Harry James et Xavier Cugat qui apparaissent dans de très nombreux numéros musicaux.